# Константиновский сельский округ (Северо-Казахстанская область)
Константиновский сельский округ (каз. Константинов ауылдық округі) — административная единица в составе Айыртауского района Северо-Казахстанской области Казахстана. Административный центр — село Константиновка.
Население — 2677 человек (2009, 3886 в 1999, 4464 в 1989).

## История
Константиновский сельсовет образован в декабре 1939 года. 24 декабря 1993 года решением главы Кокчетавской областной администрации создан Константиновский сельский округ.
В состав сельского округ вошла часть ликвидированного Куспекского сельского совета (сёла Красново, Акшокы, Аканбурлык). В 2018 году село Куспек (площадью 14,41 км²) было передано в состав округа из состава Нижнебурлукского сельского округа.

## Состав
В состав округа входят такие населенные пункты:
| Населенный пункт     | Население, человек (1989) | Население, человек (1999) | Население, человек (2009) |
| -------------------- | ------------------------- | ------------------------- | ------------------------- |
| Аканбурлык, село     | 487                       | 365                       | 293                       |
| Акшокы, село         | 323                       | 270                       | 135                       |
| Константиновка, село | 1560                      | 1287                      | 1024                      |
| Красново, село       | 166                       | 199                       | 53                        |
| Куспек, село         | 1409                      | 1304                      | 868                       |
| Матвеевка, село      | 519                       | 461                       | 304                       |